# Introduction d'œufs de ver à soie dans l'Empire byzantin
Au milieu du VIe siècle après Jesus-Christ, deux moines, avec le soutien de l'empereur byzantin Justinien Ier, réussissent à introduire clandestinement des œufs de vers à soie dans l'Empire byzantin, ce qui conduit à la mise en place de l'industrie byzantine de la soie. Cette acquisition de vers à soie provenant de Chine permet aux Byzantins d'acquérir le monopole de la soie en Europe.

## Contexte

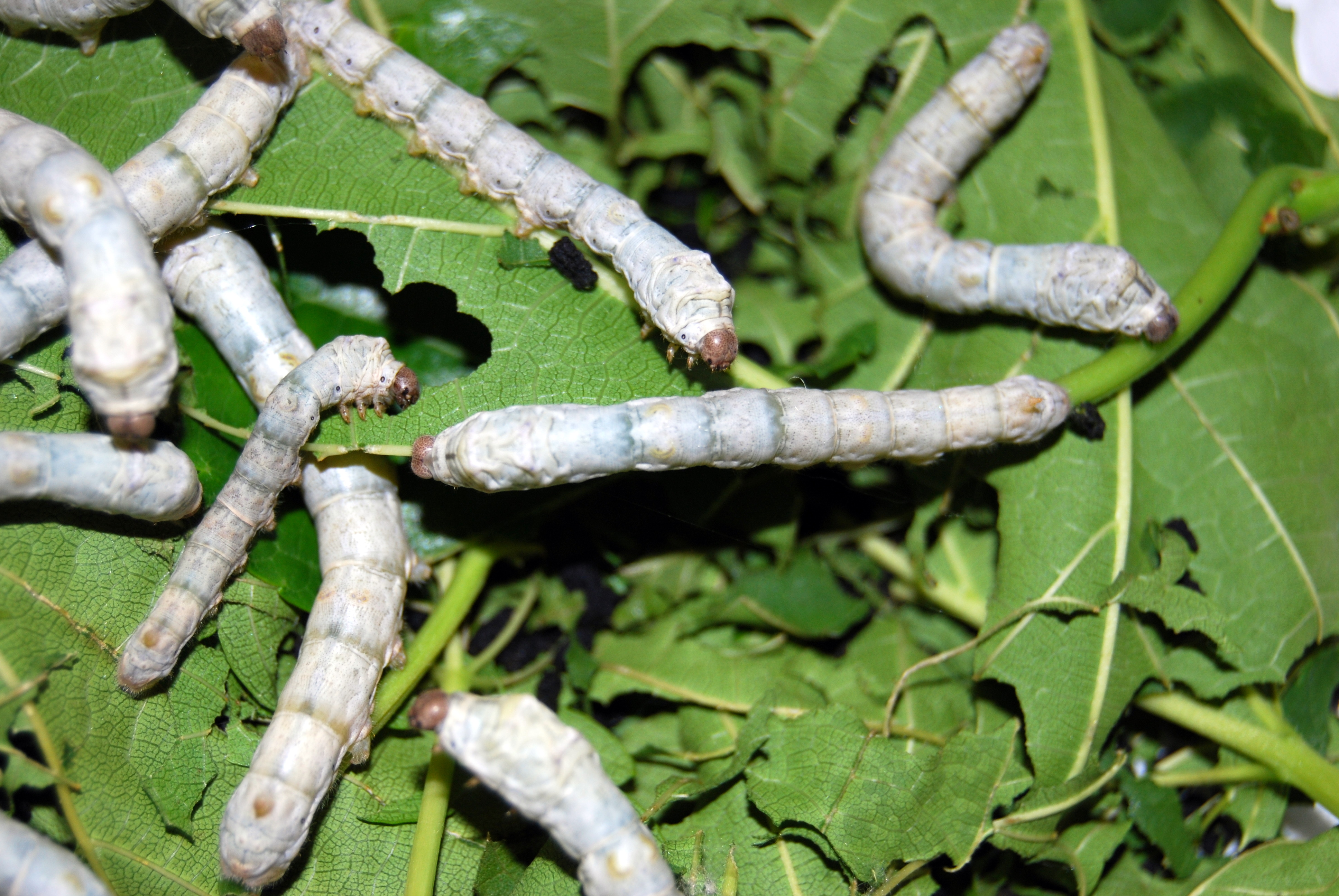
Les vers à soie.

La soie, d'abord produite au cours du quatrième millénaire avant Jésus-Christ par les Chinois, fait l'objet d'un précieux commerce le long de la Route de la soie. À partir du premier siècle de notre ère apparaît un flux régulier de soie vers l'Empire romain. Avec la montée de l'Empire sassanide, et consécutivement aux guerres perso-romaines, l'importation de la soie vers l'Europe devient de plus en plus difficile et coûteuse. Les Perses contrôlent rigoureusement le commerce dans leur territoire et peuvent suspendre le commerce en temps de guerre. Par conséquent, l'empereur byzantin Justinien essaie de créer des routes commerciales alternatives vers la Sogdiane, à l'époque devenue l'un des principaux centres de production de soie : deux pistes de route sont trouvées, l'une au nord, par la Crimée, et l'autre au sud par l'Éthiopie. L'échec de ces tentatives le pousse à chercher ailleurs.

## Expédition

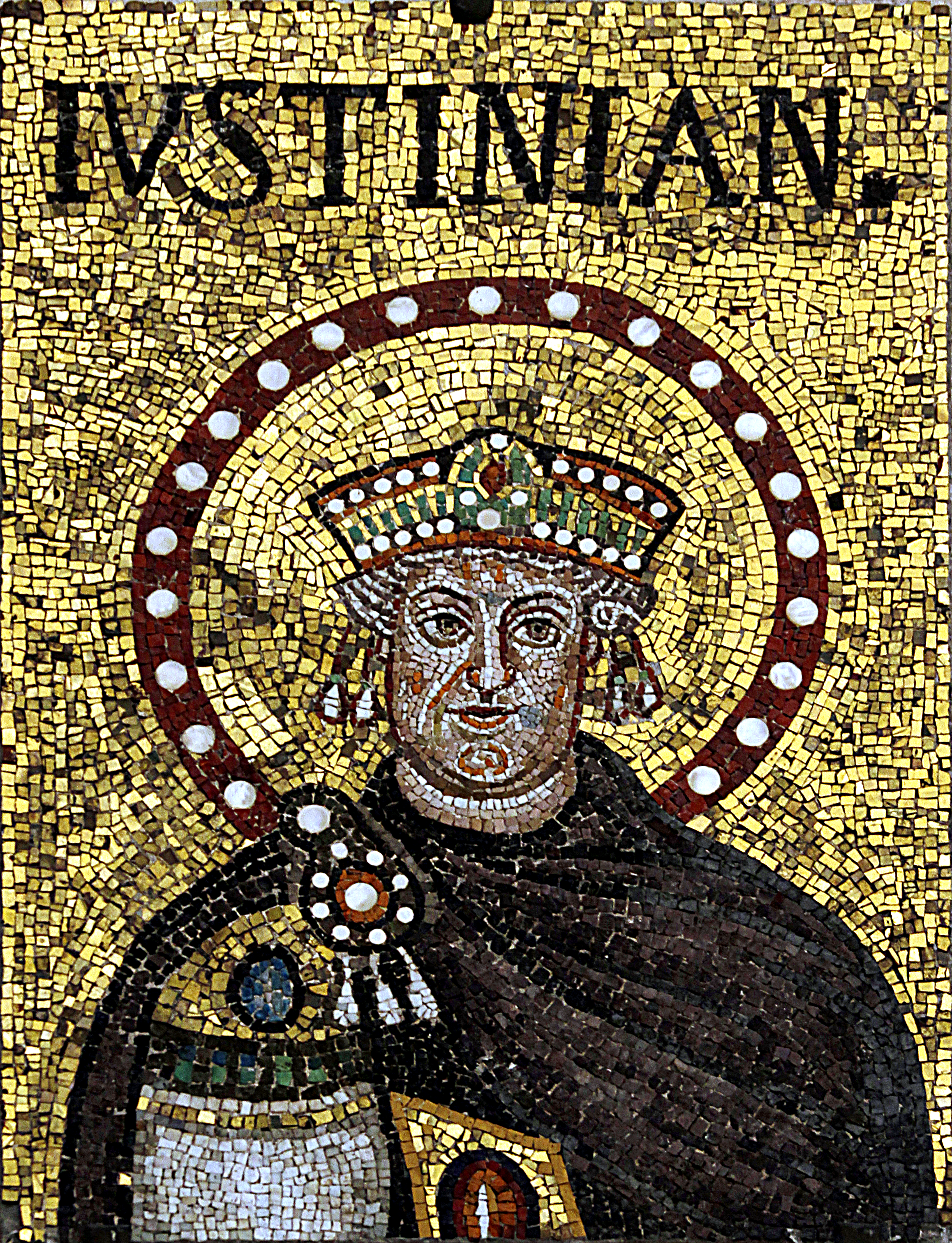
Mosaïque de Justinien Ier.

Deux moines inconnus (probablement des membres de l'Église nestorienne) qui ont prêché le Christianisme en Inde (Church of the East in India (en)), font leur chemin vers la Chine (Église nestorienne en Chine) en 551 après Jésus-Christ. Alors qu'ils sont en Chine, ils observent les méthodes complexes pour élever les vers et produire la soie. C'est la clef de développement notamment utilisée en Inde, dont les Byzantins avaient déjà idée. En 552, les deux moines informent Justinien. En remerciement pour sa générosité annoncée, malgré ses promesses inconnues, les moines acceptent d'acquérir des vers à soie de Chine. Ils reviennent très probablement par une route au nord le long de la mer Noire, en passant par le Caucase du Sud et la mer Caspienne.
Les vers à soie adultes sont plutôt fragiles et doivent constamment être maintenus à une certaine température. Pour les transporter sans danger, ils utilisent leurs contacts avec la région de Sogdiane et cachent les œufs ou de très jeunes larves à l'intérieur de cannes de bambou. Les mûriers, nécessaires pour nourrir les vers à soie, ont été donnés aux moines, ou avaient déjà été importés dans l'Empire byzantin. Dans l'ensemble, on estime que l'expédition a duré deux ans.

## Impact

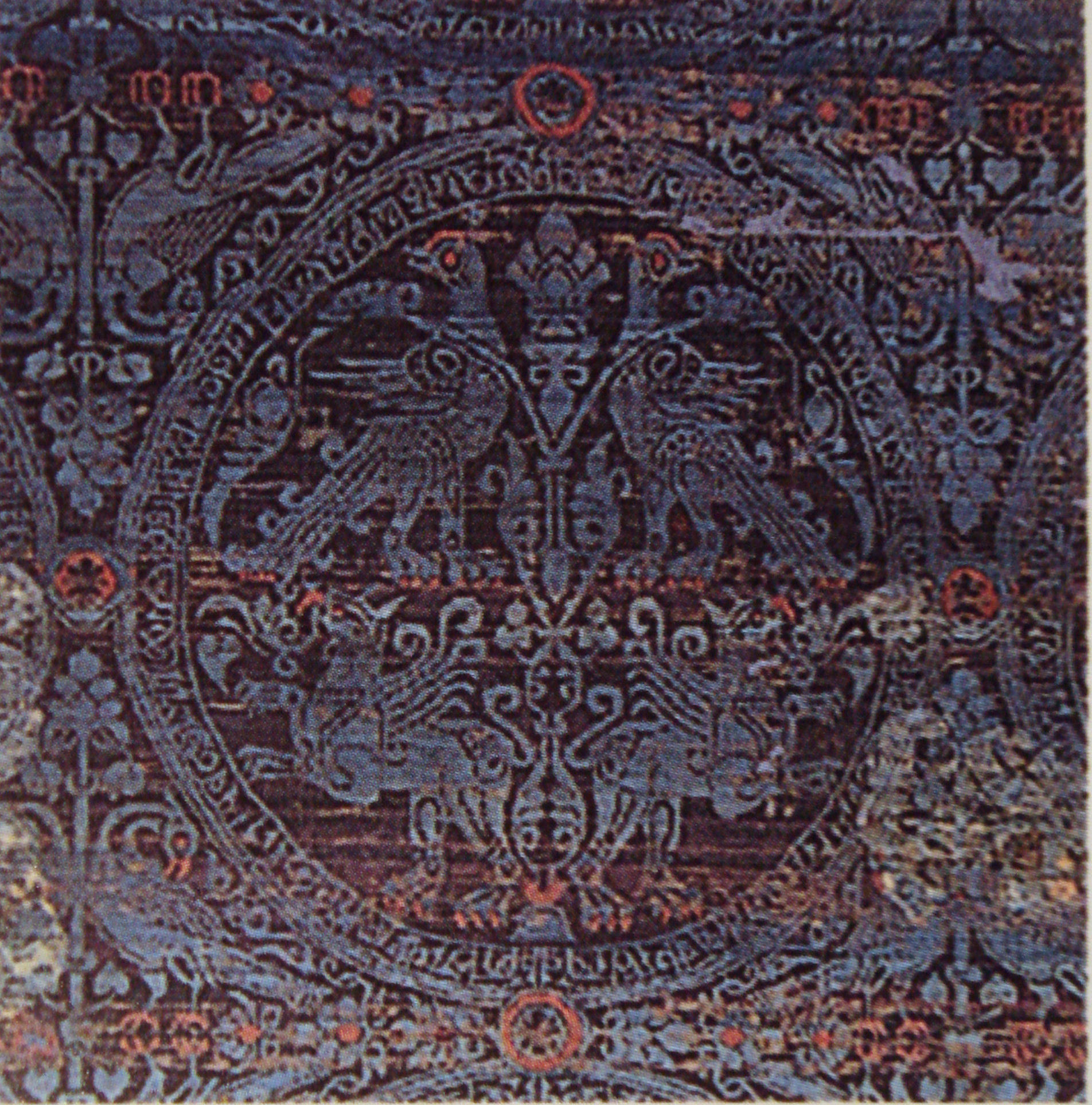
Soie byzantine.

Peu de temps après l'expédition, des usines à soie fonctionnent à Constantinople, Beyrouth, Antioche, Tyr, et Thèbes. L'acquisition des vers à soie par l'Empire byzantin lui permet d'avoir un monopole de la soie en Europe, avec la fin du monopole de la soie des Chinois et des Perses. Ce monopole devient la base de l'économie byzantine pour les 650 prochaines années, jusqu'à sa disparition en 1204. Les vêtements de soie, en particulier ceux teints en pourpre impériale, étaient presque toujours réservés à l'élite de Byzance, et leur utilisation était codifiée dans les lois somptuaires. La production de la soie dans la région autour de Constantinople, en particulier dans la Thrace, dans le nord de la Grèce, se poursuit encore aujourd'hui.

## Sources
- (en) Cet article est partiellement ou en totalité issu de l’article de Wikipédia en anglais intitulé « Smuggling of silkworm eggs into the Byzantine Empire » (voir la liste des auteurs).

1. ↑  Patrick Hunt, « Late Roman Silk: Smuggling and Espionage in the 6th Century CE », Stanford University (consulté le 20 avril 2013)
2. ↑  « Silk », University of Washington (consulté le 20 avril 2013)
3. ↑  Norwich, John (1988), Byzantium: The Early Centuries pg. 265
4. ↑  Clare, Israel (1906), Library of Universal History: Mediaeval History pg. 1590
5. ↑  Norwich, pg. 266
6. ↑  Clare, pg. 1589
7. ↑  Clare, pg. 1587
8. ↑  The Smithsonian on Silk Production
9. ↑  Silk Museum of Lebanon
10. ↑  Muthesius, Anna (2003), Silk in the Medieval World pg. 326